# Linia sukcesyjna do tronu Jordanii
Linia sukcesyjna do tronu Jordańskiego Królewskiego Haszymidzkiego jest uregulowana w art. 28 konstytucji Jordanii. Tron królewski dziedziczony jest przez potomków króla Abd Allaha I w kolejności pierworództwa z wykluczeniem kobiet. Król może wyznaczyć następcę, spośród mężczyzn uprawnionych do dziedziczenia tronu. Król musi być muzułmaninem i synem rodziców muzułmańskich. Żona króla również musi wyznawać islam.
Książę może być wykluczony z sukcesji na podstawie rozporządzenia królewskiego, kontrasygnowanego przez premiera i czterech ministrów, w tym ministra sprawiedliwości i ministra spraw wewnętrznych.
Król może zostać zdetronizowany przez Zgromadzenie Narodowe, jeżeli jest nie zdolny do pełnienia swoich obowiązków.
Jeżeli król umrze i nie będzie żadnego krewnego, uprawnionego do sukcesji tronu, Zgromadzenie Narodowe wybiera nowego króla, spośród potomków kalifa Husajna ibn Alego, wnuka proroka Mahometa.

## Linia sukcesyjna
| #  | Imię                                                           |  | Urodzony                            | Pokrewieństwo z panującym                                                | Informacje dodatkowe     |
| -- | -------------------------------------------------------------- |  | ----------------------------------- | ------------------------------------------------------------------------ | ------------------------ |
| -  | Król Jordanii Abd Allah II ibn Husajn عبدالله الثاني بن الحسين |  | 30 stycznia 1962 Amman              | Obecnie panujący                                                         | Obecnie panujący         |
| 1  | Husajn ibn Abd Allah الحسين بن عبدالله الثاني                  |  | 28 czerwca 1994 Amman               | Pierworodny syn króla Abd Allaha II                                      | Następca tronu od 2004   |
| 2  | Haszim ibn Abd Allah هاشم بن عبد الله الثاني                   |  | 30 stycznia 2005 Amman              | Drugi syn króla Abd Allaha II                                            |                          |
| 3  | Fajsal ibn Husajn فيصل بن الحسين بن طلال                       |  | 11 października 1963 Amman          | Brat króla Abd Allaha II                                                 |                          |
| 4  | Umar ibn Fajsal                                                |  | 28 października 1993 Amman          | Bratanek króla Abd Allaha II                                             |                          |
| 5  | Ali ibn Husajn الامير علي بن الحسين                            |  | 23 grudnia 1975 Amman               | Przyrodni brat króla Abd Allaha II                                       |                          |
| 6  | Abd Allah ibn Ali                                              |  | 19 marca 2007                       | Bratanek króla Abd Allaha II                                             |                          |
| 7  | Hamza ibn Husajn حمزة بن الحسين                                |  | 29 marca 1980 Amman                 | Przyrodni brat króla Abd Allaha II                                       | Następca tronu 1999–2004 |
| 8  | Haszim ibn Husajn هاشم بن الحسين                               |  | 10 czerwca 1981 Amman               | Najstarszy syn króla Husajna I i jego żony królowej Noor                 |                          |
| 9  | Talal ibn Muhammad طلال بن محمد                                |  | 26 lipca 1965 Amman                 | 1. Kuzyn I stopnia króla Abd Allaha II, 2. Wnuk króla Talala I           |                          |
| 10 | Husajn ibn Talal                                               |  | 1999                                | 1. Kuzyn II stopnia króla Abd Allaha II, 2. Prawnuk króla Talala I       |                          |
| 11 | Muhammad ibn Talal                                             |  | 2001                                | 1. Kuzyn II stopnia króla Abd Allaha II, 2. Prawnuk króla Talala I       |                          |
| 12 | Ghazi ibn Muhammad غازي بن محمد                                |  | 15 października 1966 Amman          | 1. Kuzyn I stopnia króla Abd Allaha II, 2. Wnuk króla Talala I           |                          |
| 13 | Abd Allah ibn Ghazi                                            |  | 2001                                | 1. Kuzyn II stopnia króla Abd Allaha II, 2. Prawnuk króla Talala I       |                          |
| 14 | Hasan ibn Talal الحسن بن طلال                                  |  | 20 marca 1947 Amman                 | 1. Stryj króla Abd Allaha II, 2. Syn króla Talala I                      |                          |
| 15 | Raszid ibn Hasan راشد بن الحسن                                 |  | 20 maja 1979 Amman                  | 1. Kuzyn I stopnia króla Abd Allaha II, 2. Wnuk króla Talala I           |                          |
| 16 | Hasan ibn Raszid                                               |  | 2013                                | 1. Kuzyn II stopnia króla Abd Allaha II, 2. Prawnuk króla Talala I       |                          |
| 17 | Ali ibn Najif                                                  |  | 1941                                | 1. Kuzyn III stopnia króla Abd Allaha II, 2. Wnuk króla Abd Allaha I     |                          |
| 18 | Muhammad ibn Ali                                               |  | 1979                                | 1. Kuzyn IV stopnia króla Abd Allaha II, 2. Prawnuk króla Abd Allaha I   |                          |
| 19 | Hazma ibn Muhammad                                             |  | 2007                                | 1. Kuzyn V stopnia króla Abd Allaha II, 2. Praprawnuk króla Abd Allaha I |                          |
| 20 | Dżafar ibn Ali                                                 |  | 2007                                | 1. Kuzyn III stopnia króla Abd Allaha II, 2. Prawnuk króla Abd Allaha I  |                          |
| 21 | Asim ibn Najif الأمير عاصم بن نايف                             |  | 27 kwietnia 1948 Aleksandria, Egipt | 1. Kuzyn II stopnia króla Abd Allaha II, 2. Wnuk króla Abd Allaha I      |                          |
| 22 | Najif ibn Asim, الأمير نايف                                    |  | 22 stycznia 1998                    | 1. Kuzyn III stopnia króla Abd Allaha II, 2. Prawnuk króla Abd Allaha I  |                          |